# Roman Fiala
Roman Fiala (* 3. dubna 1965 Brno) je soudce Nejvyššího soudu České republiky a v letech 2011–2020 také jeho místopředseda. Odborně se věnuje především dědickému právu.

## Profesní život
Absolvoval Právnickou fakultu UJEP v Brně (dnes MU). Jako soudce působí od roku 1989, a to nejprve u Městského soudu v Brně, od roku 1994 u Krajského soudu v Brně (od roku 2001 byl jeho místopředsedou) a od roku 2002 u Nejvyššího soudu České republiky (od roku 2003 jako předseda senátu). Do funkce místopředsedy Nejvyššího soudu ho k 1. lednu 2011 jmenoval prezident Václav Klaus dne 17. prosince 2010.
Dne 6. října 2017 se Roman Fiala ucházel o úřad prezidenta Soudcovské unie ČR, avšak ve volebním klání v Ostravě podlehl se ziskem 36 % odevzdaných hlasů opětovně kandidující prezidentce a soudkyni Nejvyššího správního soudu Mgr. Daniele Zemanové.
Byl členem Vědecké rady Právnické fakulty Karlovy univerzity v Praze a Správní rady Masarykovy univerzity v Brně. Je členem redakčních rad časopisů Soudní judikatura z oblasti občanského, obchodního a pracovního práva a Ad notam. V roce 2013 byl jmenován předsedou tehdejší komise pro rekodifikaci českého civilního procesu. Získal také ocenění Právník roku 2015 v kategorii Občanské právo.

## Publikační činnost
- FIALA, Roman. Přehled judikatury ve věcech dědických. Praha: ASPI, 2006. 494 s. ISBN 80-7357-182-X.
- FIALA, Roman; DRÁPAL, Ljubomír, a kol. Občanský zákoník IV. Dědické právo (§ 1475–1720). Komentář. Praha: C. H. Beck, 2015. 648 s. (Velké komentáře). ISBN 978-80-7400-570-1.